# Coupe d'Angleterre de football 1902-1903
Navigation
Coupe d'Angleterre 1901-1902 Coupe d'Angleterre 1903-1904
La Coupe d'Angleterre de football 1902-1903 est la 32e édition de la Coupe d'Angleterre de football. 
La finale se joue le 18 avril 1903 à Crystal Palace à Londres entre Bury et Derby County. Bury s'impose 6 à 0 et remporte son deuxième titre.
C'est la plus large victoire en finale de FA Cup, le record ne sera égalé qu'en 2019 par Manchester City.

## Compétition

### Quarts de finale
Les quarts de finale ont lieu le 7 mars 1903.
| Équipe 1          | Résultat | Équipe 2     |
| ----------------- | -------- | ------------ |
| Bury              | 1 - 0    | Notts County |
| Derby County      | 3 - 0    | Stoke City   |
| Millwall Athletic | 1 - 0    | Everton      |
| Tottenham Hotspur | 2 - 3    | Aston Villa  |

### Demi-finales
Les demi finales ont lieu le 21 mars 1903, tous les matchs ont lieu sur terrain neutre.
| Équipe 1     | Résultat | Équipe 2          |
| ------------ | -------- | ----------------- |
| Derby County | 3 – 0    | Millwall Athletic |
| Bury         | 3 - 0    | Aston Villa       |

### Finale
| Finale de la Coupe d'Angleterre 1902-1903. | Bury | 6 – 0   | Derby County | Crystal Palace à Londres |                      |
| 18 avril 1903                              |      | (1 – 0) |              | Spectateurs : 63 102     | Spectateurs : 63 102 |